# كيفن رايلي
كيفن رايلي (بالإنجليزية: Kevin Riley)‏ هو لاعب كرة قدم أمريكية أمريكي، ولد في 27 يناير 1987 في بورتلاند في الولايات المتحدة.